# Ранфер де Бретеньер, Жюстен
Жюстен Ранфер де Бретеньер (фр. Justyn Ranfer de Bretenières, 28 февраля 1838 года, Шалон-сюр-Сон, Франция — 7 марта 1866 года, Корея) — святой Римско-Католической Церкви, священник и мученик. Член миссионерской организации «Парижское общество заграничных миссий».

## Биография
Родился 28 февраля 1838 года во французской аристократической семье барона Бретеньера в городе Шалон-сюр-Сон, Франция. В 1859 году вступил в духовную семинарию имени святого Сульпиция в Париже. В 1861 году перевёлся в семинарию миссионерской организации «Парижское общество заграничных миссий». В мае 1864 года был рукоположен в священника и в этом же году вместе с другими тремя священниками отправился в Корею, куда прибыл 27 мая 1865 года. Служил под руководством епископа Симеона Бернё. Арестован в феврале 1866 года. Казнён вместе с епископом Симеоном Бернё 7 марта 1866 года.

## Прославление
Был беатифицирован 6 октября 1968 года Римским Папой Павлом VI и канонизирован 6 мая 1984 года Римским Папой Иоанном Павлом II вместе с группой 103 корейских мучеников.
День памяти в Католической Церкви — 20 сентября.